# Burg Bornighausen
Die Burg Bornighausen war eine kleine Burg oder ein burgartig befestigter Hof in der Gemarkung von Wrexen, einem Stadtteil von Diemelstadt im nordhessischen Landkreis Waldeck-Frankenberg. Heute sind keinerlei Reste der Burg oder des bei ihr gelegenen Dorfs Bornighausen mehr erhalten.

## Geographische Lage
Burg und Dorf lagen zwischen Wrexen und Billinghausen, einem Ortsteil von Orpethal, auf etwa 213 Meter über Normalhöhennull, zwischen den dort nach Osten verlaufenden Flüssen Diemel und Orpe.
Die Bundesautobahn 44 führt heute unweit südlich der Wüstung vorbei, die Orpethalerstraße von Wrexen nach Orpethal östlich.

## Geschichte
Nur sehr wenig ist zur Geschichte der Burg und der ihr benachbarten Siedlung überliefert. Bornighausen wurde als „Bunhardinchusen“ und „Borchartinchusz“ in der Zeit 1332–1348 urkundlich erwähnt, als Heinrich von Eppe Burg und Dorf als Lehen der Waldecker Grafen in Besitz hatte. In dem Grenzvertrag von 1560 zwischen Waldeck und dem Hochstift Paderborn wurde die Feldlage zwischen Wrexen und Billinghausen mehrmals noch als Bornighäuser Feldlage bezeichnet. Burg und Dorf lagen offenkundig bereits wüst.